# پوما واچانا
پوما واچانا (به اسپانیایی: Puma Wachana) یک کوه در پرو است که در پرو واقع شده‌است. پوما واچانا ۵٬۰۰۰ متر بالاتر از سطح دریا واقع شده‌است.